# Хеннеберг, Герд Михаэль
Герд Михаэль Хеннеберг (нем.: Gerd Michael Henneberg; 14 июля 1922, Магдебург — 1 января 2011, Берлин) — немецкий актёр.

## Биография
Родился в семье Ричарда Хеннеберга (1897—1959), театрального режиссера. Его дедом по отцовской линии был социал-демократ Фридрих Хеннеберг (1872—1952), который был президентом по возрасту в первом городском парламенте Магдебурга после 1945 года.
Впервые начал выступать на театральной сцене в 16-летнем возрасте в Лейпциге в 1937 году, после частных уроков актёрского мастерства начал выступать в Немецком национальном театре в Веймаре, куда вернулся и после войны.
В 1948 году переехал в Восточный Берлин где стал играть в только что создаваемом Бертольдом Брехтом театре «Берлинер ансамбль».
В 1960-х годах работал театральным директором сначала в Театре Фридриха Вольфа в Нойштрелице, а в феврале 1962 года возглавил Дрезденский государственный театр, но после того, как инсценировки различных современных пьес подверглись резкой критике со стороны прессы СЕПГ, в 1966 году покинул этот пост и вернулся в Нойштрелиц в качестве интенданта (1966—1968).
С середины 1970-х годов в течение нескольких десятилетий — актёр Берлинского театра имени Максима Горького.
В кино с начала 1950-х годов, снялся в более чем 60 фильмах и телефильмах киностудии DEFA, снимался в совместных постановках.
Среди его многочисленных ролей второго плана — изображение генерал-фельдмаршала Вильгельма Кейтеля в цикле киноэпопей Юрия Озерова о Великой Отечественной войне: «Освобождение» (1968—1972), «Солдаты свободы» (1977), «Битва за Москву» (1985), «Сталинград» (1989) и её российских производных «Ангелы смерти» (1993) и «Трагедия века» (1993).
Умер в 2011 году в возрасте 88 лет.
Был женат несколько раз. Один из его детей (от брака с актрисой и телеведущей Марией Кюне) — тележурналист Хельмут Хеннеберг (род. 1958).

## Награды
- 1984 — Орден «За заслуги перед Отечеством» III степени

## Фильмография
- 1953 — Ведьмы / Hexen — Штаудтен-Эндерляйн
- 1955 — Доктор Роберт Майер / Robert Mayer — der Artz aus Heilbronn — Густав Рюмелин, профессор
- 1956 — Храбрый портняжка / Das Tapfere Schneiderlein- казначей Гир
- 1957 — Лисси / Lissy — Штаудингер
- 1957 — Салемские колдуньи / Les Sorcières de Salem (Франция, ГДР) — Херрик
- 1958 — По особому заданию / Im Sonderauftrag — начальник порта
- 1958 — Товар для Каталонии / Ware für Katalonien
- 1963 — Призрак «Принцессы Индии» / Nebel
- 1966 — Без борьбы нет победы / Ohne Kampf kein Sieg — профессор Гебхардт
- 1968 — Место встречи — Женева / Treffpunkt Genf доктор Мюнх
- 1968 — Седьмой год / Das siebente Jahr — главный врач
- 1968—1971 — Освобождение (СССР) — генерал-фельдмаршал Кейтель
- 1969 — Подозревается доктор Рот / Verdacht auf einen Toten — Хенрик Ян
- 1969 — Послы не убивают / Botschafter morden nicht
- 1969 — Товарищ Ганс Баймлер / Hans Beimler, Kamerad — Вагнер
- 1971 — Артур Беккер / Artur Becker — раненый
- 1972 — Дело Церник / Leichensache Zernik — врач (нет в титрах)
- 1972 — Наковальня или молот / Наковалня или чук (Болгария, ГДР, СССР) — Нейрат
- 1972 — Несмотря ни на что / Trotz alledem! — Макс фон Баден, рейхсканцлер
- 1972 — Тайна Анд / Das Geheimnis der Anden — доктор Сейболд, старший советник
- 1973 — Города и годы / Städte und Jahre (СССР, ГДР) — губернатор
- 1973 — Истоки (СССР) — Риббентроп
- 1974 — Виза на Окантрос / Visa für Ocantros — таможенник
- 1974 — День, который не умрёт / Deň, ktorý neumrie (ЧССР) — генерал Х. Убикле
- 1976 — Возвращение в чужую страну / Heimkehr in ein fremdes Land — майор
- 1976 — Солдаты свободы / Vojáci Svobody / A szabadság katonái (СССР, Болгария, Польша, Чехословакия, Венгрия, ГДР) — Кейтель
- 1977 — Эрнст Шнеллер / Ernst Schneller — штандартенфюрер
- 1978 — Доказательств убийства нет / Für Mord kein Beweis — Гельмессен
- 1978 — Флёр Лафонтен / Fleur Lafontaine — главный врач Вирсинга
- 1980 — Архив смерти / Archiv des Todes (ГДР) — комендант Кракова
- 1981 — Александр Маленький / Alexander der Kleine (CCСР, ГДР) — Лоберг
- 1984 — Фронт без пощады / Front ohne Gnade (ГДР) — диверсант
- 1985 — Битва за Москву — Кейтель
- 1989 — Сталинград / Stalingrad (СССР, США, ГДР, Чехословакия) — Кейтель
- 1993 — Ангелы смерти (Россия) — Кейтель
- 1993 — Трагедия века (Россия) — Кейтель